# Фатьма Султан (дочка Селіма II)
Фатьма Ханим Султан (тур. Fatma Hanım Sultan; бл. 1559, Маніса — 1580, Стамбул) — османська принцеса. Дочка Селіма II і Афіфе Нурбану султан, сестра Мурада III.

## Біографія
Фатьма-султан народилася в 1559 році в Манісі, де майбутній султан Селім II в той час був санджак-беєм.
У 1574 році вийшла заміж за Сіявуша-пашу. У неї було троє дітей: дочка, яка померла у 1590 році, син Мустафа-паша, який залишив потомство, і син Сінан-бей (1575—1598/ 1599), несподівано помер і похований поруч зі своїм батьком в тюрбе при мечеті Султана Ейюпа.
Померла Фатьма-султан восени 1580 року в Стамбулі і похована в тюрбе свого батька при мечеті Ая-Софія.